# Lactarius deterrimus
Lactarius deterrimus es un hongo basidiomiceto comestible, de la familia Russulaceae. Crece en pinares y bajo coníferas, especialmente abetos, en todo tipo de terrenos. El epíteto específico, deterrimus, significa "de escaso valor". Sin embargo, su seta es comestible y es recolectada para su consumo.